# Eva (chanson de Nightwish)
Pour les articles homonymes, voir Eva.
Singles de Nightwish
Sleeping Sun
(2005) Amaranth
(2007)
Eva est le tout premier single extrait de l'album de Nightwish intitulé Dark Passion Play. Il est sorti le 25 mai 2007 uniquement sur internet et a fait découvrir aux fans du groupe la voix de leur nouvelle chanteuse, Anette Olzon. La chanson a été écrite et composée par Tuomas Holopainen, également claviériste au sein du groupe.